# Martinho d'Aiamonte
Martín Lopez de Ayamonte, anche noto con il nome portoghese di Martinho de Aiamonte (fl. XVI secolo), è stato un navigatore portoghese.
Fu ingaggiato da Ferdinando Magellano ed inquadrato nell'equipaggio spagnolo delle navi che erano dirette alla volta delle isole Molucche nel 1519.
Fu assegnato alla Victoria, la nave che fece il giro del mondo, secondo quanto risulta dai registri della Casa de Contratación de las Indias, organismo che operava per conto della Spagna da Siviglia.
Era di nazionalità portoghese anche se fu registrato come castigliano nei documenti ufficiali dell'equipaggio. Viaggiava insieme con Antonio Pigafetta nella stessa spedizione e redasse una cronaca del viaggio che resta uno dei documenti più importanti sulle vicende del giro del mondo di Ferdinando Magellano. Ayamonte abbandonò il Victoria nel febbraio del 1521 per motivi che restano sconosciuti e si diresse a nuoto a Timor Est.